# Poniatów (gmina)
Poniatów (do 1953 Uszczyn) – dawna gmina wiejska istniejąca w latach 1953–1954 w woj. łódzkim. Siedzibą gminy był Poniatów.
Gmina Poniatów powstała 21 września 1953 roku w powiecie piotrkowskim w województwie łódzkim, w związku z przemianowaniem gminy Uszczyn na Poniatów. Gmina została zniesiona 29 września 1954 roku wraz z reformą wprowadzającą gromady w miejsce gmin.
Jednostki nie przywrócono 1 stycznia 1973 roku po reaktywowaniu gmin, a jej dawny obszar wszedł głównie w skład nowej gminy Sulejów oraz Piotrkowa Trybunalskiego (m.in. Meszcze i Wierzeje).
Zobacz też: gmina Poniatowa